# Assa Abloy
Pour les articles homonymes, voir Assa.
 (décembre 2016).
Assa Abloy est une entreprise suédoise qui fabrique et vend des serrures, des cylindres, des produits électromécaniques, des portes et équipements de sécurité, partout dans le monde. Elle est cotée à la Bourse de Stockholm (Nasdaq OMX, Stockholm) depuis 1994.

## Histoire

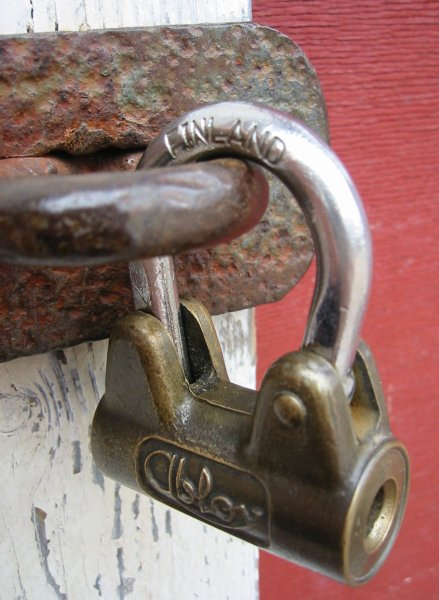
Cadenas Abloy

Le Groupe Assa Abloy a été créé en 1994, au moment où Assa est sortie du giron de la société de sécurité suédoise Securitas AB. Quelques mois plus tard, Assa rachetait le fabricant finlandais de serrures haute sécurité, Abloy Oy, alors filiale de la société finlandaise Wärtsilä. La société ainsi constituée est entrée à la bourse de Stockholm la même année. 
En 1996, l’acquisition d’Essex permet à Assa Abloy de se positionner sur le marché de la sécurité électronique aux États-Unis. En 1999, l’acquisition d’Effeff Fritz Fuss en Allemagne, offre à Assa Abloy l'opportunité de prendre position sur le marché des serrures électromécaniques et de renforcer sa présence sur le marché allemand[non neutre]. Assa Abloy rachète Fichet Serrurerie Bâtiment en France, fabricant de serrures haute sécurité et de portes blindées[source secondaire souhaitée]. En 2000, acquisition par Assa Abloy du groupe mondial de serrurerie Yale Intruder Security. Assa Abloy acquiert également HID, société de commandes d’accès d’identification de proximité. Cette acquisition a ajouté l’identification électronique au portefeuille produits d'Assa Abloy. En 2002, Assa Abloy acquiert Besam, fournisseur de solutions de portes automatiques.
En 2006, Assa Abloy acquiert Fargo Electronics. Fargo développe des systèmes pour l’émission sécurisée de cartes d’identification, notamment des imprimantes de cartes, des équipements périphériques et des logiciels. En 2007, Assa Abloy acquiert Baodean, fabricant de serrures haute sécurité en Chine, ainsi que iRevo, fournisseur de serrures de portes numériques en Corée. En 2007, dix-sept entreprises ont rejoint le groupe. En 2008, au total, Assa Abloy a acquis dix-huit sociétés dans l'année, notamment ShenFei en Chine.
En 2009, Assa Abloy acquiert Ditec, producteur italien de portes automatiques et de fermetures industrielles. En France les sociétés Abloy France, Fichet Serrurerie Bâtiment, Laperche et Stremler sont regroupées sur le site d'Oust-Marest dans la Somme pour former Assa Abloy Côte Picarde[source secondaire souhaitée].
En 2011, Assa Abloy acquiert Portafeu, spécialiste de longue date de la fermeture coupe-feu et de la porte spéciale. Assa Abloy acquiert également Crawford et Megadoor. En 2012, Assa Abloy acquiert Albany Door Systems, spécialisée dans le domaine des portes souples à enroulement rapide. En 2013, Assa Abloy acquiert Mercor en Pologne, un fabricant de portes coupe-feu et de sécurité ; Ameristar aux États-Unis, fabricant de toits et de portails de haute sécurité ; Amarr, fabricant de portes pliantes.
En 2014, Assa Abloy acquiert IdenTrust aux États-Unis, spécialisé dans l'authentification numérique ; Lumidigm aux États-Unis, spécialisée dans l'identification biométrique. 
En 2015, Assa Abloy acquiert MSL en Suisse, spécialisée dans le verrouillages innovants ; ainsi que Quantum Secure aux États-Unis, spécialisée dans l'identification, Teamware en Malaisie, spécialisée dans les serrures et ferrures ; L-Door en Belgique, spécialisée dans les portes pliantes ; Flexim en Finlande, spécialisée dans la serrurerie ; ainsi que Prometal Group aux Émirats Arabes Unis, spécialisée dans les portes de sécurité.

## Actionnaires
Liste des principaux actionnaires au 9 janvier 2022 :
| Actionnaire                                     | %      |
| ----------------------------------------------- | ------ |
| en:Investment AB Latour                         | 6,06 % |
| Swedbank Robur Fonder                           | 3,95 % |
| en:Harris Associates                            | 3,62 % |
| Fidelity Management & Research                  | 3,42 % |
| Capital Research & Management (World Investors) | 2,89 % |
| Alecta Pension Insurance Mutual                 | 2,45 % |
| Handelsbanken Fonder                            | 2,34 % |
| The Vanguard Group                              | 2,32 % |
| Norges Bank Investment Management               | 2,30 % |
| Covéa Finance                                   | 1,81 % |

## Organisation
Assa Abloy compte cinq divisions : EMEA, Amériques, Asie-Pacifique, Global Technologies et Entrance Systems.
- La division EMEA est implantée en Europe, au Moyen-Orient et en Afrique (EMEA). Parmi ses principales marques : Abloy, Stremler, Keso, Ikon, Tesa, Yale, Portafeu, Fichet Serrurerie Bâtiment et Vachette. La direction de la division est basée à Woking, au Royaume-Uni.
- La division Amériques est présente en Amérique du Nord et du Sud. Parmi ses principales marques : Corbin Russwin, Curries, Emtek, Medeco, Phillips, Sargent et La Fonte. La direction de la division est basée à New Haven, Connecticut, aux États-Unis.
- La division Asie-Pacifique est implantée en Asie et en Océanie. Parmi ses principales marques : Lockwood, Guli, Wangli, Baodean, Tianming, Shenfei, Interlock et iRevo. La direction de la division est basée à Hong Kong, en Chine.
- La division Global Technologies exerce ses activités à l’échelle mondiale. Sa business unit HID Global fabrique et vend des produits pour le contrôle d’accès électronique, l’émission sécurisée de cartes et la technologie d’identification. Sa business unit Assa Abloy Hospitality fabrique, vend et assure l’entretien de produits et logiciels de serrures électroniques pour les hôtels et navires de croisière. Parmi ses principales marques : Hid, Fargo, Elsafe et VingCard.
- La division Entrance Systems fabrique, vend et assure l’entretien de systèmes de portes automatiques. Parmi ses principales marques : Besam, EntreMatic,Albany Doors Systèms, Nergeco,Megadoor, Ditec et Crawford. La direction de la division est basée à Landskrona, en Suède

## Directeurs généraux
ASSA ABLOY a eu les présidents et directeurs généraux suivants : 
- 1994 – 2003 : Carl-Henric Svanberg
- 2003 - 2005 : Bo Dankis
- 2005 – : Johan Molin

## Marques
Marques appartenant au groupe Assa Abloy
- Allemagne : IKON, KESO, Effeff
- Australie : Lockwood, Whitco, Trimec, Padde
- Belgique : Litto
- Brésil: Yale, LaFonte, Papaiz, Silvana, Metalica, Udinese, Vault
- Chili: Odis
- Danemark : Ruko, Besam
- Espagne : Azbe, TESA
- Émirats arabes unis : Prometal, Lockwood
- États-Unis : Arrow Lock and Door Hardware, Corbin Russwin, Curries, Graham, Ceco, Fargo Electronics, Flemming, Folger Adam, Hes, HID, Emtek, Medeco, McKinney, Norton, Pemko, Rixson, Rockwood Manufacturing, Sargent, Securitron, TImelox, Interlock États-Unis Inc., Yale
- Finlande : Abloy, Flexim
- France : Besam,Bezault, Fichet, JPM, Laperche, Record, Stremler, Vachette, Portafeu, Nergeco
- Israël : Mul-T-Lock
- Italie : Ditec, Corbin
- Mexique : Phillips
- Norvège : TrioVing, VingCard, Elsafe
- Pays-Bas : Nemef, LIPS, Mauer
- Pologne : Mercor
- République Tchèque : FAB, Hasil
- Royaume-Uni : Chubb, Union
- Slovaquie : Sherlock
- Suède : ASSA,  EM
- Suisse : KESO

## Concurrents
ASSA ABLOY a cinq principaux concurrents : Allegion (États-Unis) Stanley Black & Decker (États-Unis), dormakaba (Allemagne, Suisse) et Hörmann (Allemagne). Tous occupent une position forte sur leurs marchés locaux respectifs, avec une présence internationale. En Asie, on trouve de nombreux concurrents de moindre taille. Aucun d’eux n’occupe, cependant, une position dominante.